# NM705i
FOMA NM705i（フォーマ エヌエム なな まる ご アイ）は、ノキアによって開発された、NTTドコモの第三世代携帯電話（FOMA）端末。

## 概要
Nokia 6120 classic(6121 classicとも)として海外で発売されている機種をベースに、日本語化とNTTドコモ向けの変更を加えたものである。NTTドコモ独自のサービス（iモード、iアプリ）に対応している。その代わりに、搭載OSであるSymbian Series 60のWebkitベースのフルブラウザ（Nokia Web Browser）、MMSとE-mailクライアント(POP3、IMAP)を使うことができない。 また、HSDPAにも対応しない。
ドコモの端末としては、ロースペック低価格機という位置づけであり、他の705iシリーズと比べても最安値で販売された。そのため、フルブラウザには対応しておらず、搭載されたカメラの機能も、接写機能がないなど、かなり簡素な仕様となっている（但し、パノラマ撮影には対応）。また、いわゆる『ガラケー』の特徴的装備群（おサイフケータイ、ワンセグ、赤外線通信機能、QRコードリーダー）も搭載していない。
長所は、サイズがコンパクトであること、パソコン市場で出回る動画・音声ファイルに制限なく幅広く対応している（PCから転送した大半の音楽ファイルの着信音設定も可能）こと、Bluetooth・FMラジオを搭載していること、Outlookとのスケジュール同期が可能であること、GSMローミング対応（周波数帯は、850MHz帯を含めたクワッドバンド）、UMTS850MHzローミング対応であることなどである。
NTTドコモの携帯電話共通規格であるFOMA端子は搭載しておらず、ノキア標準の電源端子にて電源の供給を行う。また外部とのデータ通信端子としてミニUSBポートを搭載している。イヤホン端子は日本で一般的に普及している3.5mmではなく2.5mmである。ACアダプタ（「ACアダプタ NM02」。ノキア型番のAC-4J相当品で、ソフトバンクのNKCAA1に相当）、USBケーブル（このケーブルは、ドコモでは試供品扱いであるため別売りされていないが、SoftBank X02NKと同じ規格のものである）、イヤホン（ドコモでは試供品扱い。ノキア型番で、HS-47）はいずれも本体と同梱されている。
ストラップの着脱時は写真のような構造から裏蓋（「リアカバー NM02」）を外す必要がある。電池の持ちは、使い方にもよるが、毎日充電できる環境なら問題ないという程度である。世界中に普及している機種なので、バッテリーは海外でも購入できる（使用する「電池パック NM02」は、BL-5Bにドコモ型番のシールを貼ったものである）。社外製の外装ボディも安価で交換も安易である。

充電時は上記写真のようにフラッシュが常時点灯するが故障ではなく仕様である。これは充電インジケータがないことから、キャリアの要望により追加された日本向けのみの仕様である。同様の仕様は、Vodafone 802SE等でも見られる。

## スペックなど
- 3GのW-CDMA850MHz帯対応（北米などの3Gネットワークで使用可能）に加え2GのGSM（クワッドバンド）にも対応していて、世界170の国や地域で自分のケータイがそのまま使える「WORLD WING」に対応。
- 日本語の予測入力はATOKを採用しており、英語はT9入力が可能。
- 音声認識機能を搭載している。電話をかけられるだけでなく、すべての組み込み機能を呼び出せる。
- USB（ミニB端子)を備えており、PCとの接続方法を3つ（PC Suite、データ転送、メディアプレーヤー）のモードから選べる。 ただし、メディアプレーヤーモードで使用する場合は microSD/SDHC カードが必要である。
- ドコモケータイdatalink には対応していないが、同等以上の機能を持つ Windows PC 用ソフトウェアNokia PC Suite（日本語版）が同梱されている（現在でもマイクロソフトモバイルのWebサイト(英文)からダウンロードも可能）。PCとの接続はUSBまたはBluetoothによって行う。また、端末を Outlook と同期することもできる。
- 音声入出力端子として 2.5mm 4極プラグが採用されている。Nokia AV Adapter AD-52を使用することにより、SoftBank X02NKやN82等で使用されている3.5mm規格の機器が使用可能。平型コネクタや iPhone 用 3.5mm 4極プラグとの変換コネクタは存在しない。同梱品のステレオヘッドセットは試供品扱いで、NTTドコモでは販売していない。
- Bluetoothに対応しており、ヘッドセットやヘッドホンと接続すればワイヤレスで通話や音楽を楽しめる（ただしFMラジオは聴けない）。
- S60プラットフォームを採用しているが、S60ネイティブアプリは一切インストールできない。
- 通話とメール以外の通信機能は少ない。 iモード と iモードメール には初期のiモード端末並みには対応しているが、建前としては対応をうたっている iアプリはほとんど使えない（料金案内アプリですらフォントが潰れて読みにくいほどである）。MMSクライアント、E-mail クライアント、ウェブブラウザは削除されており、 HSDPA 通信機能も削除されているため、モデムとしての利用価値も乏しい。
- 電池パックはノキア製「BL-5B」にドコモが「電池パック NM02」と表示されたシールを貼り付けたものである。なおNM706i用の電池パックも同じものである。
- 使用するACアダプタはノキア製「AC-4J」をドコモが「ACアダプタ NM02」と呼称している（シールの貼り付けがされている）。なおソフトバンクモバイルの「NKCAA1」（Vodafone 804NK以降の機種で採用）も同じものである（こちらはシールの貼り付けがない）。
- 技適上の問題で、2022年11月30日以降は国内での使用が認められなくなるため、同日以降の利用は違法状態となる。
- T9による英語の予測入力が可能である。

| 主な対応サービス           | 主な対応サービス                          | 主な対応サービス                | 主な対応サービス                                   |
| -------------------------- | ----------------------------------------- | ------------------------------- | -------------------------------------------------- |
| DCMX／おサイフケータイ     | うた・ホーダイ                            | 着うたフル／着うた              | デジタルオーディオプレーヤー(WMA)(AAC)(eAAC+)(MP3) |
| 直感ゲーム／メガiアプリ    | Music&Videoチャネル／ビデオクリップ       | GSM／3Gローミング（WORLD WING） | プッシュトーク                                     |
| FOMAハイスピード           | GPS／ケータイお探し                       | デコメール／デコメ絵文字        | iチャネル                                          |
| 着もじ                     | テレビ電話／キャラ電                      | 電話帳お預かりサービス          | フルブラウザ                                       |
| おまかせロック／バイオ認証 | 外部メモリーへのiモードコンテンツ移行対応 | トルカ                          | iC通信                                             |
| きせかえツール／マチキャラ | バーコードリーダ／名刺リーダ              | 2in1                            | エリアメール                                       |

### プリインストールアプリ
- 世界時計
- 英和・和英辞書
- 単位変換ツール
- 電卓 - 計算過程が消えずに表示されるので、使い方によってはふつうの電卓より便利。

## 歴史
- 2007年8月10日 - TELEFICATION B.V. 通過
- 2007年11月1日 - D905i・D705i・D705iμ・F905i・F705i・N905i・N905iμ・N705i・N705iμ・P905i・P905iTV・P705i・P705iμ・PROSOLID μ・SH905i・SH905iTV・SH705i・SO905i・SO905iCS・SO705i・L705i・L705iX・NM705iの開発が発表。
- 2008年1月10日 - 報道関係者向けの内覧会で実機を公開
- 2008年3月19日 - 発売開始